# Мелидони (дем Горуша)
Вижте пояснителната страница за други значения на Мелидони.
Мелидони или Мелидоница (на гръцки: Μελιδόνι, катаревуса: Μελιδόνιον, Мелидонион, старо Μελιδόνιτσα, Мелидоница) е село в Република Гърция, Дем Горуша (Войо), област Западна Македония.

## География
Селото е разположено на 590 m надморска височина, на левия бряг на река Бистрица (Алиакмонас) северно от град Неаполи (Ляпчища).

## История

### В Османската империя
Според статистика на Серфидженския санджак на гръцкото консулство в Еласона от 1904 година в Мелидони (Μελιδόνι), Населишка каза, живеят 60  гърци елинофони християни.

### В Гърция
През Балканската война в 1912 година в селото влизат гръцки части и след Междусъюзническата в 1913 година Мелидони остава в Гърция. В 20-те години в селото е заселено едно семейство гърци бежанци с 6 души.
Населението традиционно произвежда жито, тютюн и други земеделски продукти, като се занимава и със скотовъдство.
Църквите в селото са „Преображение Господне“ и „Въведение Богородично“, разположена на изхода на селото и изградена в 1913 година.
| Година    | 1913 | 1920 | 1928 | 1940 | 1951 | 1961 | 1971 | 1981 | 1991 | 2001 | 2011 | 2021 |
| --------- | ---- | ---- | ---- | ---- | ---- | ---- | ---- | ---- | ---- | ---- | ---- | ---- |
| Население | 87   | 90   | 121  | 151  | 137  | 139  | 106  | 90   | 79   | 68   | 38   | 27   |